# Polisvoorwaarden (Nederland)
In de polisvoorwaarden (ook wel verzekeringsvoorwaarden genoemd) neemt de verzekeraar de van belang zijnde algemene bepalingen op. De polisvoorwaarden maken onderdeel uit van de polis die de verzekeraar afgeeft. De verzekeraar is verplicht de polis zodanig op te stellen dat de inhoud van de overeenkomst met voldoende precisie daaruit opgemaakt kan worden. Uit praktische overwegingen wordt een deel van de bepalingen opgenomen in de polisvoorwaarden.
Op het polisblad wordt naar de van toepassing zijnde polisvoorwaarden verwezen. De verzekeringnemer dient bij aanvraag van de verzekering een redelijke mogelijkheid te hebben om kennis te nemen van de polisvoorwaarden. Wanneer de verzekeringnemer niet de mogelijkheid is geboden van de polisvoorwaarden kennis te nemen dan is deze niet aan de polisvoorwaarden gebonden. Dit geldt niet wanneer het op voorhand ter beschikking stellen van de polisvoorwaarden redelijkerwijs niet mogelijk is, zoals bij het telefonisch afsluiten van een verzekering.
De bedingen die de kern van de prestatie weergeven mogen nooit in de polisvoorwaarden zijn opgenomen, deze dienen op het polisblad vermeld te staan. Wanneer de verzekeringnemer geen kennis heeft kunnen nemen van de essentalia dan kan er geen sprake zijn van een tot stand gekomen overeenkomst.

## En-bloc clausule
De verzekeraar mag in de polisvoorwaarden een en-bloc bepaling opnemen. De en-bloc bepaling geeft de verzekeraar het recht de polisvoorwaarden (en premie) tussentijds te wijzigen. Wanneer (een van de) wijzigingen een verslechtering betekent dan heeft de verzekeringnemer het recht binnen 30 dagen de verzekering op te zeggen.
In juni 2007 heeft de rechter ONVZ verboden de polisvoorwaarden van de zorgverzekering tussentijds aan te passen.